# I"s
『I"s』（アイズ）は、桂正和による日本の漫画、およびそれを原作としたメディアミックス作品。『週刊少年ジャンプ』（以下『WJ』、集英社）において、1997年19号から2000年24号まで連載された。単行本は全15巻。
2019年3月時点で累計発行部数は1000万部を突破している。2005年より刊行された完全版では新たに表紙イラストが描き下ろされた他、新たに彩色がなされたページが存在する。小説化・2度のOVA化・テレビゲーム化と様々な形でメディアミックスが行われており、1999年にはボックスセット『I"s BOX』が販売されている。
2017年10月にはBSスカパー!・スカパー!オンデマンドにて実写ドラマ化された。俳優の岡山天音を主演に迎え、全13話のオリジナル連続ドラマ『I”s』として2018年12月より放送・配信された。

## 作品背景
本作はデビュー以来『WJ』編集部から恋愛漫画の執筆を要請されていた桂が初めて編集部の意向を汲み、自身の嗜好であるSF的な要素を排して執筆した作品である。
同じ恋愛作品であっても、登場人物全員の気持ちを綿密に書き出し、全員を上から見下ろすような視点で描かれた『電影少女』とは異なり、『エム』において用いられた一人称表現を使い、主人公である一貴1人の視点のみで物語が描かれている。このため、一貴以外の心理描写や一貴が見ていない状況は原則として描かれておらず（例外有り）、一貴以外の気持ちについては想像はできても、相手がその言葉を口にするまでは決して知ることはできない。読者はあくまで一貴としてロールプレイング的にこの作品を読み進めることとなる。
雑誌連載時、登場人物の心理状態などを綿密に追うよう描いていたこともあり、当初予定した話数では話を完結しきれない事態になった。しかし、既に連載回数は確定していたため、無理矢理その話数で話を終了させた。連載時に描ききれなかった部分は、単行本にディレクターズ・カットとして補足・描き足されたため、連載時と単行本では、最終話を含む数話の内容が異なっている。『WJ』掲載時の最終回では、いつきから送られてきたビデオレターの設定が微妙に異なっている。

### タイトルの由来
タイトルの『I"s』（アイズ）はアルファベットの「I」の複数形からきており、「I」（アイ）たちの愛や哀の物語という意味が込められている。このため、恋愛に直接絡む登場人物は一貴（Ichitaka）、伊織（Iori）、いつき（Itsuki）、泉（Izumi）、藍子（アイコ）と全員「アイ」を踏まえた名前になっている。また、この「I」には英語の一人称代名詞としての「I」の意味もかけられており、前述した「主人公・一貴1人の視点で物語が進む」ことも示している。
本来「I」の複数形は「I's」（アイズ）であるが、作者がアメリカ人から「アルファベットに複数形はなく、無理矢理複数形にしても読みは『アイス』になる」との指摘を受けたことにより、現在の形のタイトルが生まれる。この指摘を受けた桂が「アイス」では印象が冷たいとの理由から、「s」に濁点を振って「アイズ」と読ませることとし、タイトルロゴに見られるような「s」の真上に点を二つ振る形で表記することとしたからである。
この「sの上に点を振る」という表記はテキストでは不可能なため、クォーテーションなどで代用されることとなるが、点が2つ振られてさえいればよく、「I"s」・「I''s」・「I”s」・「I¨s」などと様々な表記が見られる。作者の公式サイト（『I''s』シングルクォーテーション2つ）と集英社の公式サイト（『I"s』ダブルクォーテーション）でさえ異なる表記となっている。さらには作中で伊織が命名したチーム名「チームI's」（こちらはアポストロフィーが1個で正しい）と混同した「I's」で書かれることも多い他、何も入れない「Is」と言った表記もしばしば使われる。「s」の大小も単行本奥付では大文字、公式サイトでは小文字と曖昧な所があり、インターネット上をはじめ、テキストによる表記方法には激しい揺れが見られる。なお本稿においては『I"s 完全版』の公式サイトに倣い、ダブルクォーテーションと小文字の「s」で統一している。
一貴の恋愛には直接関わってこない人物の名前は「I」からは始まらない名前となっている。唯一の例外として、終盤に登場したイサイプロの2人（イサイ（Isai）・石川（Ishikawa））がいるが、イサイは「2人の仲を引き裂く」、石川は「伊織の恋愛に関わっている」ことにより間接的に一貴の恋愛問題に関わっている。

### 舞台
本作は京王井の頭線沿線が主な舞台となっており、一貴の住まいのある西永福駅および駅周辺など実在する場所が数多く登場する。そのほとんどは広告や看板まで正確に再現されており、細かいところ（背景に小さく写るだけのものなど）まで実在している場合がある。ただし、「慰徒寺」（『I"s Pure』では「慰徒神社」）については作者が「実在しないので探さないでください」とコメントしている。また、現在の西永福駅・明大前駅は大規模な改築工事により当時の姿とは大きく異なっている。

## あらすじ

### 高校2年
私立湾田高校に通う高校2年生 瀬戸一貴は同じクラスの葦月伊織に1年生の頃から恋心を抱いていた。そんな彼に伊織と2人で「新入生ようこそパーティ」の実行委員をやるという幸運が訪れる。徐々に伊織と打ち解けてきた頃、突然に彼を想う幼馴染み秋葉いつきが現れる。「伊織への想い」と「いつきの想い」の間で一貴は揺れ動くこととなった。

### 高校3年
高校生最後の夏休み。一貴は寺谷の親戚の経営する旅館へと合宿に行き、そこで傷心旅行中の磯崎泉と出会い、ひょんなことからひと夏の恋人として一日を共にすることとなった。二度と会うことのないひと夏の思い出のはずであったが、何と泉は湾田高の生徒（1年生）であり、学校近くで再会することとなる。泉の猛烈なアタックにひるむことがありながらも、伊織への想いを持ち続けた一貴はついにクリスマス・イヴに告白を果たし、晴れて伊織と付き合うこととなった。
しかし、年が明けて伊織が芸能事務所に所属したために2人が付き合っていることは秘密にしなければならなくなる。

### 高校卒業後
大学受験に失敗した一貴は、安アパートでの一人暮らしを始め、隣に住む伊織に似た大学生 麻生藍子と親しくなる。会えない恋人を持つ2人は互いに惹かれはじめるが、やはり一貴の気持ちは伊織にあった。
そんなある日、すっかりアイドルとなった伊織に対してインターネット上で殺害予告をしている人物の存在を偶然知った一貴は、そこに聞き覚えのある言葉が書かれていることに悪い予感を覚え、再び彼女を守る決心をする。
一貴は越苗に護身術を習い事務所の前で張り込みをするが、熱狂的なファンに殺害予告犯と誤解されて暴行を受ける。その後、舞台演出家のカミノギイサイから呼び出される。寺谷や越苗の言葉を受け、イサイに立ち向かう決心をした一貴だったが、「彼女のために別れてくれ、君が彼女の才能の目覚めを邪魔しているんだ」というイサイの言葉で、ついに一貴は伊織に別れの言葉を口にする。一貴は自分の気持ちに嘘を付いてしまったことに自身でも深く傷つく。それでも、12月24日（クリスマス・イヴ）の公開放送の日、友人たちに励まされ伊織に会いに行ったが、そこで件の殺害予告犯と遭遇してしまう。格闘の末になんとか撃退したものの、頭を強く打った衝撃で一貴は倒れ病院に運ばれる。寺谷たちは一貴を助けようと伊織に病院へ来てもらおうと試みるが古川の抵抗で失敗する。しかし、伊織からの電話で一貴は意識を取り戻した。
一貴の退院後、寺谷の家で祝福される（コミックス）。そこで、一貴は伊織に自分の気持ちを伝えることに成功し、2人は再び結ばれることになった。

## 登場人物
声優に関してはフロム アイズ（副音声版含む） / I"s Pure の順番に表記する。

### I"s
瀬戸 一貴（せと いちたか）
声 - 櫻井孝宏（通常版）・吉岡美穂（副音声版）/ 野村勝人
本作の主人公。1980年10月3日生まれ（天秤座）。血液型はA型。
湾田高等学校の2年生。ごく普通の少年であり、自身のことを「平凡で、将来の夢がない人間」と称している。思いやりのある性格だが、優柔不断である。
入学時、同じクラスになった葦月伊織に一目惚れし、それ以来、彼女のことを想い続けている。しかし、恋愛に対しては奥手であり臆病な面がある。これは小学生の頃、片思いをしていた同級生の少女・美代子に気持ちを悟られたことで、密かに思いを寄せている時の幸せな状態を失ったと傷ついてしまい、「永遠に片想いのままの方がいい」と感じている。以来、好きな女の子に対して素直な言動を示すことができず、緊張するほどに思っていることと逆の行動を取ってしまう傾向がある。
葦月 伊織（よしづき いおり）
声 - 佐久間紅美（通常版）・仲根かすみ（副音声版）/ 伊藤静
本作のヒロイン。1981年3月21日生まれ。身長162センチメートル。3サイズはB87/W57/H88。血液型はA型。
一貴の同級生。湾田高校演劇部（劇団「わんだこ」）に所属。将来は役者になることを志しており、部活動に熱心に打ち込んでいる。雑誌のグラビアに取り上げられたり、学校内にファンクラブも出来るほどの容姿端麗であるが、それゆえに暴漢に狙われることも多い。性格は明るい方だが、普段は大人しく控え目である。
物語初期の時点で一貴に好意を持っていたが、彼の「逆走」もあり、自分は嫌われていると思っていた（付き合い始めた後には笑い話になった）。高校卒業後は、芸能事務所の劇団に所属し、舞台だけでなくCM出演などもする。
秋葉 いつき（あきば いつき）
声 - 仲西環（通常版）・磯山さやか（副音声版）/ 中世明日香
一貴の1歳下の幼馴染。4年前にアメリカへ渡っていたが最近帰国したばかりの帰国子女。アメリカで造形に親しんだこともあり、造形家志望。幼なじみ以上恋人未満という微妙な関係の一貴に淡い恋心を抱く。性格はボーイッシュで天真爛漫。
連載前の予告ページでは「いさき」という名前が仮につけられていた。連載開始時に「いつき」に変更された。
原作でのみ、カラオケではPUFFYの曲が得意な設定であり「これが私の生きる道」を歌っている。
磯崎 泉（いそざき いずみ）
声 - （なし） / 門脇舞
一貴の高校の2年後輩。1982年8月25日生まれ。血液型はB型。一貴・伊織以外で唯一生年月日が判明している。
物語中盤、一貴と海辺で出会う。伊織似の容姿であり、いつき似の性格をしている。付き合っていた男と別れてまで一途に一貴を想い、一貴のためならどんなことでもする。伊織とは反対に積極的な性格で、自分から抱きついたり、キスしたりと大胆な言動を仕掛けて一貴を誘惑する。
麻生 藍子（あそう あいこ）
声 - （なし） / 小松里歌（※ゲーム版のみ登場）
一貴より1歳年上の住人。一貴がアパートで一人暮らしを始めた際、隣の部屋に住んでいた。星座は双子座。非常に天然だが、純粋な性格。顔にホクロがある他は伊織にそっくりであるが、髪の分け方が伊織とは異なっている。
秋田県出身。恋人が郷里におり、遠距離恋愛中。誕生日を迎えた恋人に会うため、一貴と共にこまち号に乗って秋田まで行ったが振られてしまう。その時力になってくれた一貴に想いを寄せるようになる。しかし一貴が伊織と付き合っているため自ら身を引いた。

### 一貴のクラスメート
寺谷 靖雅（てらたに やすまさ）
声 - 私市淳 / 小伏伸之
一貴の親友。女性に目がなく、ナンパやデートで得た知識をもとにした戦略を一貴に授け、伊織との関係を見守る良き相談相手。しかし、その軽薄な性格もあってか、なかなか恋人ができず、いつきを狙ったこともあったがあえなく撃沈した。性的な話題において、一貴からは「エロ大王」や「どぶねずみ色の心」などと思われていることが多い。
親戚が熱海と伊豆で宿泊施設を経営しているので一貴たちは旅行の時の宿には不自由しなかった。
越苗 純（こしなえ じゅん）
声 - 石田彰 / 鈴木千尋（※ゲーム版のみ登場）
一貴のクラスメート。女性のような顔立ちで大人しい性格。祖父に習った武術の使い手であるが、その優しい性格ゆえに普段はそのことを隠しており、一貴からは存在感が薄いと思われている。一貴のクラスの担任である男性教諭を慕っている同性愛者である。
最初の頃は一貴の勘違いと思い込みによりあまり仲がいいとは言えなかったが、誤解が解けた後は寺谷とは違う一面で一貴の良き相談相手となる。
森崎 祐加（もりさき ゆうか）
声 - 河原木志穂 / 後藤邑子
一貴のクラスメートで伊織の親友。性格は平凡で、どこにでもいそうな普通の子。
寺谷に片想いするも振られてしまうが、単行本最終回ではお互いまんざらでもないような描写が見られる。

ナミ
声 - 小林沙苗 / 鈴木菜穂子
伊織の親友。男勝りで気が強い。一貴のクラスメートの中では恋愛経験が多い人物で、芸能人となった伊織に対し劣等感を抱く一貴の姿勢にダメ出しをした。
川崎 美代子（かわさき みよこ）
一貴のクラスメートで伊織たちの友人。ナミや森崎に比べると伊織と行動を共にしているシーンや出番は少ないが、ナミの家での合宿や卒業旅行には誘われ、頻繁に登場する。
高校卒業後は専門学校に進学している。
木田 茂吉（きだ もきち）
一貴のクラスメート。伊織がアイドルになった途端、突然彼女を意識するようになり、そのことで仲間たちから気味悪がられ、卒業旅行のメンバーからも外されてしまう。
田中（たなか）
一貴のクラスメート。メンバーの中では木田と行動を共にすることが多い。

### イサイプロ
古川 リエ（ふるかわ リエ）
声 - （なし） / 勝生真沙子
イサイプロの社員。伊織の担当マネージャー。伊織と一貴の仲を引き裂くために、2人の交際を厳しく規制し、伊織が一貴に宛てたプレゼントや手紙を内密に処分したりした。
カミノギ イサイ
声 - （なし） / 諸角憲一
伊織が尊敬する天才舞台演出家。伊織の演技と将来のため、彼女と別れるよう一貴に迫った。
石川 賛吾（いしかわ さんご）
自分の名前を売るため、伊織とのスキャンダルを起こした。

### 湾田高等学校の教師
竹沢 隆志（たけざわ たかし）
それまで美術を担当していた教師が病気で倒れたため、臨時で一貴たちの授業を受け持つことになった造形師。いつきは彼を造形の「師匠」と呼びしたっている。
造形師としての腕は一流で、ハリウッドの大作からのオファーを受け、湾田高校を去った後、アメリカへ旅立つ。
花園 広巳（はなぞの ひろみ）
声 - （なし） / 江川央生
一貴のクラスの担任。ひげを生やしていることから、生徒たちからは「ヒゲミちゃん」の愛称で親しまれている。越苗から想いを寄せられている。

### 湾田高等学校の生徒
田村 剣助（たむら けんすけ）
一貴の2年後輩で、泉の元カレ。クラスは1年B組でサッカー部に所属している。ケンカが強い。
泉への想いは本気だったが、女癖が悪く浮気を繰り返したため泉にフラれてしまう。泉が一貴のことを好きだと知った後もヨリを戻そうと彼女に接近する。

### その他
京子（きょうこ）
一貴が高2の夏、伊織・いつき・寺谷と共に行った海で、寺谷がナンパした2人の女の子の内の一人。
寺谷が彼女の友達の友子を狙っていたため、一貴は彼女と行動を共にすることになる。その夜に再び彼女は一貴と2人きりで会うが、伊織のことを忘れられない彼はやはり旅館に帰ることを彼女に告げる。京子は今度どこかで一貴に会ったら本気でアタックすることを宣言して2人は別れたが、その後2人が再会することはなかった。
田中 翔太（たなか しょうた）
藍子が遠距離恋愛で付き合っていた相手。藍子が彼に会うため秋田に帰ってきた時、彼女に別れを告げる。
鮫島（さめじま） / マリオネット・キング
声 - （なし） / 成瀬誠
一貴たちと同じ高校に通っていた人物。女子生徒の着替えを覗いていたことが露見したことで退学を強いられ、そのきっかけとなった伊織を逆恨みし、執拗に付け狙っていた。写真撮影と称して伊織を廃ビルに誘い出し暴行を働こうとするが、越苗と一貴の活躍によって阻止される。
一貴たちが卒業した後も自らをマリオネット・キングと名乗り、半ば錯乱状態に陥った状態でネットで犯罪予告をした後、三度伊織に襲い掛かろうとする。だがビルの上で一貴と闘い、越苗に習った武術を身に着けた彼のひじ打ちを食らってビルから落下し、動けなくなったところを伊織のガードマンに捕まった。
鮫島という名前はOVA版『I"s Pure』で初めて明らかになった。

### 一貴の家族
一貴の母
声 - （なし） / 湯屋敦子
一貴の母親。

## その他
- 単行本第1巻の表紙は6回以上も描き直された他[16]、3巻・8巻・11巻も複数回描き直されている。このため、これらの巻は版によって表紙絵が異なる。
- 雑誌連載時は掲載誌が少年雑誌であったためヒロインの乳首などは描かれなかったが、単行本では追加されている。
  - また完全版の11巻の、一貴が夢で藍子とツイスターをして水着をずらすシーンでは、単行本では空白で何も書かれていなかった藍子の股関節部分に、股の裂け目にトーンが張られた状態で書き足されていた。
- 日本の鳩山由紀夫元首相も『週刊少年ジャンプ』連載時に毎週購読して読むほどのファンであり、インタビューの際に「淡いロマンが良くってね」と語っている[要出典]。
- 2020年6月1日にはTBSラジオ『空気階段の踊り場』にて全編本作を語る「I”sをキミに…」回が放送された[17]。

## 小説
1998年に、ジャンプ ジェイ ブックスより発売されたノベライズ作品で、著者は『電影少女』のノベライズも担当した富田祐弘が務めている。
完全オリジナルのストーリーで、一貴・伊織・いつき・寺谷のほか、新キャラクターとして金子功と朝霧可奈子が登場する。

## I"s BOX
1999年に集英社より発売されたボックスセット。予約限定の販売品で、連載最終回時にキャンセル分が販売された以外は再発売もなされていない。
伊織フィギュア
マックスファクトリーの渡辺誠監修の元、造形師・智恵理が造形。
イラスト集
書き下ろし2点を含む、52点の『I"s』イラストを収録。
スペシャルコミックスカバー
新たにデザインされた1〜11巻までのコミックカバー。折り返しには桂正和のジャンプ目次コメントを収録。
トレーディングカード
5枚入り。1枚はホロカード。
ポストカードカレンダー
カレンダー部分とイラスト部分が別々にめくれるようになっているカレンダー。イラストは切り離せばポストカードに。
ピンズ
伊織・いつき・泉の顔のピンズ。
「アイズ」登場券
漫画の『I"s』にキャラクターとして登場するための応募券。当選者は3人であり、最終回に医師・看護師役で登場した。

## OVA

### フロム アイズ
『フロム I"s アイズ 〜もうひとつの夏の物語〜』（フロムアイズ もうひとつのなつのものがたり）のタイトルで2002年に前編、2003年に後編が、日本初のコンビニエンスストア専用OVAとしてデジキューブよりDVDで販売。2004年には、前後編に加えてメイキング映像を収録したディスクを合わせた3枚組DVD『フロムアイズ デラックス・エディション』がh.m.pより販売。DVDとしては破格的な低価格（2500円）も話題となった。
原作とは全く異なるオリジナルストーリー。本職の声優による通常音声の他、DVDのマルチ音声機能を生かしたアイドルによる副音声も収録されている。制作はぴえろが手掛けた。
本作のオリジナルキャラクターとして、市村洋介（声 - 一条和矢）が登場する。洋介は一貴といつきの幼馴染だったという設定。

#### スタッフ
- 監督・絵コンテ - 杜野幼青
- 構成・脚本 - 影山楙倫
- 演出 - 内田祐司
- キャラクターデザイン - りんしん
- 作画監督 - 高木信一郎
- 美術監督 - 伊藤聖
- 色彩設計 - 中田亮大
- 撮影監督 - 白井久男
- 編集 - 瀬山武司
- 音響監督 - 本田保則
- 音楽 - Torsten Rasch
- プロデューサー - 津野竜之輔、越中おさむ
- 制作協力 - アームス
- アニメーション制作 - ぴえろ
- 製作 - h.m.p、デジキューブ

### I"s Pure
2005年よりDVDで販売開始され、1巻につき各30分で全6巻の構成。『フロム アイズ』とは異なり原作に沿った内容となっている。ただしエピソードは大幅に省略されており、原作に登場した藍子・越苗・田中・木田・美代子・竹沢先生は登場しないため、原作のシノプシスだけを抽出したような作品になっている。また磯崎泉は第4話のみ登場し、原作とは異なり妄想日記を含め全シーンともロングヘアになっている。映像特典としてOVA化の際にストーリーから外されたいわゆる「エッチシーン」が「一貴の妄想日記」として収録（第6話を除く）されている。そのため、映像特典には前作より内容は過激な部分もあるが18禁やR-15にはされていない。
原作では寺谷が森崎の告白を断った理由が不明だったが、『I"s Pure』では寺谷が「森崎が本気で自分のことを好きだと知ったが、自分にとって彼女は友達としか思えないからその気持ちに応えることができない」と発言している。
各キャラクターの誕生日は原作と同じ日ではあるが設定は2005年のため原作の時代には存在しないもの、あるいは僅かしか登場しなかったものも登場している。
プロモーション映像などを収録した『VOL.0 アイズピュア特別版』、サウンドトラックCDも販売されている。発売はリバプール、制作は『フロムアイズ』と同じくぴえろ。
2009年6月に同作品のDVD BOXが発売される。
このOVAを基とし同名の『I"s Pure』のタイトルでゲーム化もされている（後述）。

#### スタッフ
- 監督 - 神戸守
- シリーズ構成・脚本 - 大石哲也
- キャラクターデザイン - りんしん
- 美術監督 - 常盤庄司
- 色彩設計 - 中田亮大
- 撮影監督 - 山口則和
- 編集 - 瀬山武司
- 音響監督 - 清水勝則
- 音楽 - 小西香葉、近藤由紀夫
- アニメーションプロデューサー - 津野竜之輔、越中おさむ
- アニメーション制作 - アームス
- 制作 - ぴえろ
- 製作 - リバプール

#### 主題歌
オープニングテーマ「二人のI"s 〜i will follow you〜」
作詞 - 松尾康冶 / 作曲 - Kacky / 編曲 - 大石憲一郎 / 歌 - Mizuho
エンディングテーマ「小さな翼 〜eyes for you〜」
作詞 - 松尾康冶 / 作曲 - Kacky / 編曲 - 桑田衛 / 歌 - Mizuho

#### 各話リスト
| 話数 | サブタイトル                | 絵コンテ | 演出     | 作画監督    |
| ---- | --------------------------- | -------- | -------- | ----------- |
| 1    | au commencement（始まり）   | 神戸守   | 小高義規 | 宮田奈保美  |
| 2    | souvenir（回想）            | 岩永彰   | 岩永彰   | りんしん    |
| 3    | adieu（別れ）               | 小高義規 | 小高義規 | EUM IK HYUN |
| 4    | vertige（めまい）           | 岩永彰   | 岩永彰   | 嶋田俊彦    |
| 5    | declaration d'amour（告白） | 小高義規 | 小高義規 | 白石涼子    |
| 6    | ensemble（一緒に）          | 岩永彰   | 岩永彰   | りんしん    |

## 実写ドラマ
2018年12月21日からBSスカパー!およびスカパー!オンデマンドにて実写ドラマ化。ヒロイン4人や寺谷などはオーディションにより選ばれ、2017年9月から3か月以上に渡って撮影が行われた。企画したプロデューサーのこだわりが反映された結果、時代も含めて原作に沿って丁寧に制作されたこともあり、原作者から高く評価された。

### キャスト
- 瀬戸一貴 - 岡山天音
- 葦月伊織 - 白石聖[24][25]
- 秋葉いつき - 柴田杏花[26]
- 寺谷靖雅 - 伊島空[21]
- ナミ - 春花
- 森崎祐加 - 須藤叶希
- 越苗純 - 小越勇輝[21]
- 木田茂吉 - 冨田佳輔[21]
- 磯崎泉 - 萩原みのり[27]
- 麻生藍子 - 加藤小夏[28]
- 鮫島 - 水石亜飛夢
- 花園広巳 - 宇梶剛士
- 竹沢隆志 - 竹財輝之助
- 古川リエ - 安達祐実
- カミノギイサイ - 堀部圭亮
- 一貴の母 - ふせえり[29]
- 一貴の父 - 荒木誠[29]
- 一貴の初恋相手・美代子 - 牧野羽咲[29]
- 石川賞吾 - 荒井敦史[29]

### 楽曲
- 主題歌 - 竹澤汀「yesterdays」作詞作曲：井出功二　編曲：佐々木望（ストロボレコード）
- エンディングテーマ - Mrs.GREEN APPLE「Coffee」作詞作曲：大森元貴　編曲：山下洋介、大森元貴（EMI Records）

### スタッフ
- 原作 - 桂正和『I"s』
- 監督 - 豊島圭介、安里麻里
- 脚本 - 吹原幸太、片岡翔
- 音楽 - 渡邊崇
- 撮影 - 長野泰隆
- 照明 - 児玉淳
- アクションコレオグラファー - 森﨑えいじ
- タイトルバック - Kiy
- 撮影協力 - 南房総市フィルムコミッション（第1 - 10話、第13話）、佐野フィルムコミッション（第1 - 10話、第13話）、嶺南中学校和田校舎（第1 - 10話、第13話）、佐野日本大学短期大学（第1 - 10話、第13話）、ふちゅうロケーションサービス（第1、3、4話）、映画のまち調布（第1 - 3話、第5、6、12話）、中野区川島商店街復興組合（第2話）、狛江ロケーションサービス（第3話）、CAPCOM（第6話）、あしかがフラワーパーク（第8話）　近鉄（第8、9話）、近鉄ロケーションサービス（第8、9話）、近鉄リテーリング（第8、9話）、CAFFE CIAO PRESSO（第8、9話）、創価大学（第9話）、CANDEO HOTELS（第10話）、TKPガーデンシティ千葉（第10話）、龍生会館（第11、12、13話）　PAL（第11、13話）、JAMPIN’JAP FLASH（第12話）、エム・エンターテイメント（第12、13話）、スパークルシティ木更津（第13話）、東京スカイツリータウンスタジオ（第13話）
- OPバック画像 - PIXTA
- 企画協力 - 新藤正人（集英社『週刊ヤングジャンプ』編集部）
- 企画プロデュース - 長内敦
- プロデューサー - 柴原祐一
- 制作プロダクション - ダブ
- 制作 - スカパー!

### 放送日程
| 話数          | サブタイトル     | 放送日          | 脚本     | 演出     |
| ------------- | ---------------- | --------------- | -------- | -------- |
| 1             | 接近             | 2018年 12月21日 | 吹原幸太 | 豊島圭介 |
| 2             | 3つのI           | 12月28日        | 片岡翔   | 豊島圭介 |
| 3             | 素直な涙         | 2019年 1月4日   | 片岡翔   | 安里麻里 |
| 4             | くずれた思い出   | 1月11日         | 吹原幸太 | 安里麻里 |
| 5             | 笑顔の違い       | 1月18日         | 吹原幸太 | 豊島圭介 |
| 6             | ノーコントロール | 3月8日          | 片岡翔   | 豊島圭介 |
| 7             | 第4のI           | 3月15日         | 片岡翔   | 安里麻里 |
| 8             | キミに……         | 3月22日         | 片岡翔   | 豊島圭介 |
| 9             | 世界一のバカ     | 3月29日         | 片岡翔   | 安里麻里 |
| 10            | 新次元へ         | 4月5日          | 吹原幸太 | 豊島圭介 |
| 11            | 藍子             | 4月12日         | 吹原幸太 | 豊島圭介 |
| 12            | 信じる痛み       | 4月19日         | 吹原幸太 | 安里麻里 |
| 13 （最終話） | 夢をつかむ       | 4月26日         | 片岡翔   | 豊島圭介 |

## ゲーム

### I"s Pure
PlayStation 2用ソフトとして2006年11月9日にタカラトミーより発売された恋愛アドベンチャーゲーム。同名のOVA『I"s Pure』をさらに発展させた物であり、オープニング・エンディングもOVAと同じ曲が使用されている（BGMはほとんどが新たに作曲された新曲を使用）。
アニメ（OVA）では省略された原作のエピソードも含まれ、DVDよりもさらに原作に忠実に沿った流れとなった。設定は1980年生まれ（ゲームは1997年からスタートし1999年で終了、その数年後が登場する場合あり）に戻っている。また、プレーヤー次第で原作とは全く異なる展開も用意されており、エンディングは6種類（伊織・いつき・泉・藍子と結ばれるグッドエンドが5種、誰とも結ばれないバッドエンドが1種）ある。その内グッドエンドの結末では伊織1は原作と同じであり、伊織2は新たに作られたストーリーとなっている。バッドエンドではエンディングが流れないため、一応はクリアとされているものの実際にはゲームオーバーに近い。
声優はOVA版と同じであり、OVAで登場しなかった麻生藍子や越苗純も登場する。ただし今作品で声が収録されているのは一貴・伊織・いつき・泉・寺谷・ナミ・森崎および初登場の藍子と越苗9人のみであり、他のキャラクターは無声優で映像のみの登場となる。

### 客演作品

#### ジャンプアルティメットスターズ
『週刊少年ジャンプ』連載作品のキャラクターを使った対戦アクションゲーム。ニンテンドーDS用ソフトとして2006年11月23日に発売された。本作のキャラクターのうち瀬戸一貴、葦月伊織、秋葉いつき、磯崎泉が登場している。

#### 週刊少年ジャンプ オレコレクション!
『週刊少年ジャンプ』連載作品のキャラクターを使った名シーン読み返しカードバトルゲーム。スマートフォン（iOS・Android）用アプリとして2017年7月6日に配信開始され、本作は2017年12月に参戦した。

#### ジャンプチ ヒーローズ
『週刊少年ジャンプ』連載作品のキャラクターを使った	友情・努力・勝利!体感プチプチRPG。スマートフォン（iOS・Android）用アプリとして2018年3月28日に配信開始され、本作は2018年12月22日に参戦した。

## 書誌情報
特記のない限り著者は全て桂正和、発行は集英社。
- 『I"s』〈ジャンプ・コミックス〉
  1. 1997年9月9日。ISBN 4-08-872411-9。
  2. 1997年11月9日。ISBN 4-08-872412-7。
  3. 1997年12月29日。ISBN 4-08-872506-9。
  4. 1998年3月9日。ISBN 4-08-872531-X。
  5. 1998年5月6日。ISBN 4-08-872553-0。
  6. 1998年8月9日。ISBN 4-08-872592-1。
  7. 1998年10月7日。ISBN 4-08-872617-0。
  8. 1998年12月8日。ISBN 4-08-872639-1。
  9. 1999年3月9日。ISBN 4-08-872681-2。
  10. 1999年6月8日。ISBN 4-08-872727-4。
  11. 1999年8月9日。ISBN 4-08-872747-9。
  12. 1999年11月9日。ISBN 4-08-872791-6。
  13. 2000年2月7日。ISBN 4-08-872821-1。
  14. 2000年4月9日。ISBN 4-08-872846-7。
  15. 2000年7月9日。ISBN 4-08-872887-4。

- 完全版『I"s』〈ヤングジャンプ・コミックス〉
  1. 2005年12月19日、ISBN 4-08-877009-9
  2. 2005年12月19日、ISBN 4-08-877010-2
  3. 2006年1月19日、ISBN 4-08-877011-0
  4. 2006年1月19日、ISBN 4-08-877012-9
  5. 2006年2月17日、ISBN 4-08-877013-7
  6. 2006年2月17日、ISBN 4-08-877014-5
  7. 2006年3月17日、ISBN 4-08-877015-3
  8. 2006年3月17日、ISBN 4-08-877016-1
  9. 2006年4月19日、ISBN 4-08-877017-X
  10. 2006年5月19日、ISBN 4-08-877018-8
  11. 2006年6月19日、ISBN 4-08-877019-6
  12. 2006年7月19日、ISBN 4-08-877020-X

- 文庫版『I"s』
  1. 2012年8月17日、ISBN 978-4-08-619371-9
  2. 2012年8月17日、ISBN 978-4-08-619372-6
  3. 2012年9月19日、ISBN 978-4-08-619373-3
  4. 2012年10月23日、ISBN 978-4-08-619374-0
  5. 2012年11月21日、ISBN 978-4-08-619375-7
  6. 2012年11月21日、ISBN 978-4-08-619376-4
  7. 2012年12月23日、ISBN 978-4-08-619377-1
  8. 2012年12月23日、ISBN 978-4-08-619378-8
  9. 2013年1月23日、ISBN 978-4-08-619379-5

- 小説版『I"s』（著者：富田祐弘）〈ジャンプ ジェイ ブックス〉 1998年10月8日、ISBN 4-08-703071-7